# Episodi de I Medici (terza stagione)
La terza e ultima stagione della serie televisiva I Medici, intitolata I Medici - Nel nome della famiglia (Medici: Power and Beauty), composta da otto episodi, è stata trasmessa in prima visione mondiale in Italia dal 2 all'11 dicembre 2019 su Rai 1.
In lingua originale, la stagione verrà distribuita negli Stati Uniti, nel Regno Unito, in Irlanda, in Canada, a Taiwan e in India nel 2020 su Netflix.
| nº | Titolo originale       | Titolo italiano          | Prima TV Italia  |
| -- | ---------------------- | ------------------------ | ---------------- |
| 1  | Survival               | Sopravvivenza            | 2 dicembre 2019  |
| 2  | The Ten                | I Dieci                  | 2 dicembre 2019  |
| 3  | Trust                  | Fiducia                  | 3 dicembre 2019  |
| 4  | Innocent               | Innocenti                | 3 dicembre 2019  |
| 5  | The Holy See           | La Santa Sede            | 9 dicembre 2019  |
| 6  | A Man of No Importance | Un uomo senza importanza | 9 dicembre 2019  |
| 7  | Lost Souls             | Anime perdute            | 11 dicembre 2019 |
| 8  | The Fate of the City   | Il destino della città   | 11 dicembre 2019 |

## Sopravvivenza
- Titolo originale: Survival
- Diretto da: Christian Duguay
- Scritto da: James Dormer

### Trama
1478, campagna fiorentina. Fioretta Gorini, amante di Giuliano de' Medici, viene uccisa da Ricci, un soldato dell'armata pontificia che sta cercando suo figlio Giulio a scopo di rapimento, quantunque, fortunatamente, il bambino sia già stato fatto scappare dalla donna nei sotterranei di casa loro e affidato a un certo padre Timoteo.
Lorenzo, la cui vendetta non si è ancora completata, osserva Botticelli mentre dipinge sulle pareti della Loggia della Signoria le effigi dei partecipanti alla congiura dei Pazzi, alcuni di essi appesi per la gola mentre i latitanti appesi per un piede. Papa Sisto IV dichiara guerra a Firenze, scomunicando Lorenzo il Magnifico e colpendo Firenze con l'interdetto papale, mentre suo nipote Girolamo Riario riferisce ai Medici che, in cambio della pace, Sua Santità pretende che Lorenzo venga a Roma ad implorare perdono per i suoi peccati (cioè, per aver impiccato Francesco Salviati nelle sue vesti sacre). Lorenzo, temendo di venir ucciso a Roma, non va dal Papa e chiede sostegno ai Priori di Firenze e, andato in chiesa, ottiene preziosi consigli da tal Girolamo Savonarola.
Padre Timoteo, successivamente, porta il piccolo Giulio a palazzo Medici: l'accoglienza del bambino è inizialmente molto fredda, soprattutto da parte di Lorenzo, poiché egli non crede sia figlio di Giuliano, ma sarà nonna Lucrezia a prendersi amorevolmente cura di lui; il bambino, poi, viene riconosciuto come un Medici quando mostra allo zio l'anello distintivo di famiglia. Lorenzo scrive sempre a suo cugino Carlo, ancora imprigionato dal Papa, arrivando alla decisione di liberare il cardinale Raffaele Riario, un altro nipote di Papa Sisto. Girolamo Riario, frattanto, propone a suo zio Papa di chiedere aiuto all'armata napoletana per sconfiggere i Medici; Raffaele, liberato, porta loro una proposta indecente di Lorenzo: la restituzione dei territori che lo Stato Pontificio ha dovuto cedere a Firenze negli ultimi vent'anni in cambio dell'ammissione del coinvolgimento di Sisto IV nella congiura dei Pazzi. Il Papa si sente offeso da tale proposta, riflettendo sulla possibilità di coinvolgere l'esercito napoletano e decide, poi, di liberare Carlo.
Alcuni Priori di Firenze (Ardinghelli e Spinelli, in particolare) si dichiarano contrari alle azioni di Lorenzo. Intanto Clarice, moglie di Lorenzo, si occupa di aiutare i poveri al Convento di San Marco insieme a Savonarola, il quale ha battezzato la figlia di una popolana con Clarice come madrina. Lorenzo propone ai Vescovi della Toscana, non intenzionati a chiedere al Papa di revocare la scomunica, di formare una corte religiosa con poteri propri. Papa Sisto IV si infuria per la minaccia dei Vescovi di riunire un Consiglio per scomunicarlo a propria volta e chiede subito aiuto a Re Ferrante di Napoli, al fine di cacciare i Medici da Firenze e per far processare gli eretici. A Palazzo Medici giunge uno stremato Carlo – sfuggito, salvandosi per un pelo, da un agguato mortale dei soldati papali che dovevano scortarlo da Roma verso Firenze – il quale rivela subito il piano ordito dal Papa: il Principe Alfonso II di Napoli, figlio di Ferrante, e Girolamo Riario marciano insieme su Firenze.
- Guest star: Giorgio Marchesi (Giacomo Spinelli), Rose Williams (Caterina Sforza), John Lynch (Papa Sisto IV), Pietro Ragusa (Nicolò Ardinghelli), Jacopo Olmo Antinori (Bastiano Soderini), David Brandon (Cesare Petrucci), Loris De Luna (cardinale Raffaele Riario), Marco Foschi (Alfonso II di Napoli), Chiara Baschetti (Fioretta Gorini), Raniero Monaco di Lapio (Vanni), David Brooks (Ricci), Bradley James (Giuliano de' Medici).
- Ascolti Italia: telespettatori 4 404 000 – share 19.00%[2]

## I Dieci
- Titolo originale: The Ten
- Diretto da: Christian Duguay
- Scritto da: James Dormer

### Trama
La guerra tra Firenze e lo Stato Pontificio imperversa ormai da alcuni mesi nei dintorni della città e l'esercito fiorentino, condotto dal mercenario Guiscardi, è completamente sopraffatto. Lo Stato Pontificio, sostenuto dal Regno di Napoli, non ha ancora messo in campo tutte le sue forze ed il confronto per trattare tra Lorenzo, Alfonso II e Girolamo Riario non va a buon fine. Nel frattempo, Ardinghelli, Spinelli ed altri Priori votano in maggioranza contro la proposta di Lorenzo di rafforzare l'esercito di Guiscardi con gli uomini a difesa delle mura di Firenze. Il Papa spiega a Caterina Sforza, figlia di Galeazzo, che non intende accettare la richiesta di suo marito Girolamo Riario – ovvero attaccare Firenze – bensì intende aspettare che la popolazione della città, fiaccata da una situazione di guerra quasi permanente e con la città prossima ad essere messa sotto assedio, insorga contro Lorenzo.
Lucrezia, frattanto, ha nascosto al figlio Lorenzo la notizia che il Re d'Inghilterra non ha restituito un grosso prestito fattogli dalla banca di famiglia e che, di conseguenza, la banca dei Medici si trova ora in forti difficoltà finanziarie. Bruno Bernardi, un abile e scaltro scrivano diventato consigliere di Lorenzo, propone di istituire il Consiglio di guerra dei Dieci, con lo scopo di governare al posto dei Priori di Firenze, così da poter rafforzare l'armata di Guiscardi, ma il Medici non vuole agire senza il consenso del popolo. Lorenzo chiede alla sua vecchia amante Lucrezia Donati di persuadere suo marito Ardinghelli a cambiare idea, ma quest'ultimo non molla le proprie posizioni in merito. Poi Lorenzo, insieme a Savonarola, discute sulle opere di Leonardo da Vinci ed il prete gli riferisce che c'è un'epidemia di vaiolo al convento; Lorenzo decide perciò di mandare la famiglia a Pistoia insieme a Carlo ed Angelo Poliziano, maestro dei figli; qui, Clarice accoglie Bianca de' Medici, ancora esiliata da Firenze.
Lorenzo, a sorpresa, annuncia il proprio ritiro davanti allo stupore di tutti i Priori. In seguito, egli incontra Leonardo mentre sta estraendo gli organi del corpo di un soldato morto per studiarne l'anatomia. Intanto, il popolo fiorentino insorge contro Ardinghelli e Spinelli e, così, i Priori pregano Lorenzo di tornare sui propri passi: il Medici ottiene la guida del Consiglio dei Dieci, un organo collegiale straordinario che governerà Firenze al posto dei Priori fino alla pace e, immediatamente dopo, invia i rinforzi militari di cui abbisogna il Guiscardi. Successivamente, una volta che Lorenzo è arrivato a Pistoia per stare vicino a Clarice – che sta partorendo un figlio con il rischio di morire – alcuni soldati di Riario entrano nella villa di famiglia, ma la scorta di Lorenzo, guidata da Vanni, reagisce con le armi e riesce ad aver la meglio sugli aggressori, mentre i Medici si sono nascosti nei sotterranei. Savonarola viene immediatamente richiamato a Roma, senza che abbia il tempo di appellarsi ai Medici. Riario corrompe Guiscardi con una somma di 12 000 ducati e, in tal modo, Lorenzo, accompagnato dal consigliere Bernardi, decide di andare a Napoli per convincere Re Ferrante ad allearsi con lui.
- Guest star: Giorgio Marchesi (Giacomo Spinelli), Aurora Ruffino (Bianca de' Medici), Rose Williams (Caterina Sforza), John Lynch (Papa Sisto IV), Pietro Ragusa (Nicolò Ardinghelli), Jacopo Olmo Antinori (Bastiano Soderini), Marco Foschi (Alfonso II di Napoli), Jack Bannon (Angelo Poliziano), Marco Palvetti (Guiscardi), David Brandon (Cesare Petrucci), Stephen Hagan (Leonardo da Vinci), Giuseppe Gandini (Sassetti), David Brooks (Ricci), Raniero Monaco di Lapio (Vanni), Bradley James (Giuliano de' Medici).
- Ascolti Italia: telespettatori 4 404 000 – share 19.00%[2]

## Fiducia
- Titolo originale: Trust
- Diretto da: Christian Duguay
- Scritto da: Chris Hurford (soggetto); Guy Bert (sceneggiatura)

### Trama
Regno di Napoli. Lorenzo incontra Re Ferrante, suo figlio Enrico ed Ippolita Maria Sforza (sua vecchia fiamma e moglie del Principe Alfonso, nonché sorella di Galeazzo Maria Sforza) e propone una grande alleanza tra Firenze e Napoli, col fine di dominare la penisola grazie al potere economico dei Medici ed alle rotte commerciali degli Aragona. Ferrante incontra anche Girolamo Riario, pretendendo da lui il controllo dei 2/3 di tutti i territori di Firenze, che sarebbero posti sotto la guida diretta di suo figlio Alfonso. Tra i due, Lorenzo e Riario, Ferrante non sceglie e decide di trattenerli ambedue a palazzo, in particolare Lorenzo viene tenuto in ostaggio per una settimana dietro la pretesa di 50 000 fiorini di riscatto, soldi che sua madre Lucrezia riesce a trovare soltanto indebitandosi ulteriormente.
Lorenzo viene a sapere che è previsto un attacco ottomano alla città ed escogita un piano con Ippolita: di proposito fanno arrivare la notizia a Riario, il quale non la riporta di proposito a Ferrante, poiché ciò costringerebbe quest'ultimo a far ritornare le sue truppe da Firenze per difendere Napoli. Sarà Lorenzo a riferire al re che l'attacco delle truppe turche al Regno di Napoli avverrà ad Otranto e, così, Ferrante, stupito e deluso da Riario, manda sul posto il giovane figlio Enrico, che morirà valorosamente in battaglia. Lorenzo rifiuta i 50 000 fiorini che sua madre gli fa avere tramite lettera di credito portata da Carlo, poiché non servono più: ora il Regno di Napoli è salvo grazie alla sua soffiata e Ferrante decide di porre fine all'alleanza con il Papa. Lorenzo rientra a Firenze e viene accolto in trionfo dal popolo.
- Guest star: Ray Stevenson (Ferdinando I Ferrante), Pietro Ragusa (Nicolò Ardinghelli), Giampiero Judica (Alessi), Gaia Weiss (Ippolita Maria Sforza), David Brandon (Cesare Petrucci), Marco Foschi (Alfonso II di Napoli), Daniele La Leggia (Enrico d'Aragona), Raniero Monaco di Lapio (Vanni), David Brooks (Ricci), Guido Roncalli (Domenico).
- Ascolti Italia: telespettatori 3 837 000 – share 17.30%[3]

## Innocenti
- Titolo originale: Innocent
- Diretto da: Christian Duguay
- Scritto da: Francesco Arlanch

### Trama
Sette anni dopo. Riario conquista la città di Ferrara dove Tommaso Peruzzi, un fedelissimo di Lorenzo e membro del Consiglio dei Dieci, viene tenuto nascosto dalla famiglia Soriano. Lorenzo decide di organizzare una conferenza di pace, invitando anche il Re di Francia. Il Papa, intanto, è preoccupato per le azioni di suo nipote Girolamo ed osserva Botticelli mentre sta realizzando un nuovo affresco. Lucrezia è malata e comunica a Clarice che vuole lasciarle in mano la gestione della banca. Riario blocca le strade verso il mare, impedendo a Firenze di potersi rifornire di sale e, così, i Medici pagheranno la differenza per il rifornimento provvisorio di sale proveniente dalle miniere saline di Volterra. Lorenzo, tramite Botticelli, incontra Sisto IV a Roma e gli chiede di venire a Firenze per la conferenza di pace: il Papa, dapprima, chiede perdono per il male che ha fatto ai Medici ma poi, vedendo che Lorenzo non fa altrettanto per aver fatto impiccare Salviati, si rifiuta di recarsi nella città toscana per non sottomettersi. Frattanto, a Ferrara, Caterina Sforza fa uscire Tommaso Peruzzi allo scoperto. Savonarola, spronato da Lorenzo, si candida come Priore del Convento di San Marco e viene eletto. Lorenzo, come scopo finale, vuole che suo figlio Giovanni diventi Papa.
Molti ferraresi, tra i quali i Soriano, vengono prima allontanati dalla città e, poi, fatti uccidere nel bosco da Riario: il suo intento era quello di attirare i soldati fiorentini, i quali però non sono stati fatti intervenire per non cadere nella trappola che avrebbe scatenato la guerra; solo Peruzzi verrà salvato da Vanni. Caterina se la prende con Girolamo per essere stata ingannata, mentre Carlo consegna alcuni ritratti del massacro degli inermi al Papa, il quale condanna Riario ed accetta di venire alla conferenza di pace, annunciando Bagnolo come luogo dell'incontro. Lucrezia si accorge che Giulio è uscito dal palazzo con una spada per duellare (e alimentare il desiderio di vendetta per l'uccisione di sua madre Fioretta), scende per strada a cercarlo in preda al delirio – poiché teme che possa soccombere come suo figlio Giuliano – e, battendo la testa per terra dopo aver perso l'equilibrio, muore; dopo il funerale, di cui Lorenzo non sa nulla – poiché è in viaggio verso Bagnolo – Giulio getta nel fiume l'arma che, in realtà, non ha avuto neppure modo di usare. 

Bagnolo, 7 agosto 1484. A sorpresa, Lorenzo, davanti a tutti gli astanti della conferenza di pace, chiede ed ottiene il perdono dal Papa per aver ucciso il vescovo Salviati, pur non essendo davvero pentito e anzi volendo uscirne comunque vincitore ai danni del Pontefice. La conferenza avrà come risultato la stipula del trattato della Pace di Bagnolo.

Giovanni si sfoga con il cugino Giulio per il fatto che il padre vuole mandarlo a Roma per fare il prete, mentre lui vorrebbe fare il pittore. Lorenzo è addolorato per l'improvvisa perdita della madre e viene consolato da Clarice. Nel mentre, Giovanni si congeda dai genitori per partire alla volta di Roma, accompagnato da Giulio lungo questo cammino; intanto suonano le campane e Savonarola accorre per annunciare la morte di Sisto IV (12 agosto).
- Guest star: Giorgio Marchesi (Giacomo Spinelli), Rose Williams (Caterina Sforza), John Lynch (Papa Sisto IV), Pietro Ragusa (Nicolò Ardinghelli), Jacopo Olmo Antinori (Bastiano Soderini), David Brandon (Cesare Petrucci), Gualtiero Burzi (Fra Quintino), Stephen Hagan (Leonardo da Vinci), Marco Foschi (Alfonso II di Napoli), Raniero Monaco di Lapio (Vanni), David Brooks (Ricci), Vincenzo Crea (Niccolò Machiavelli), Antonio Zavatteri (Soriano), Bradley James (Giuliano de' Medici), Francesco Gheghi (Gian Galeazzo Maria Sforza), Daniele Pecci (Ludovico il Moro), Jacob Dudman (Giulio de' Medici), William Oliver Franklyn-Miller (Giovanni de' Medici), Louis Partridge (Piero de' Medici), Grace O'Leary (Maddalena de' Medici).
- Ascolti Italia: telespettatori 3 837 000 – share 17.30%[3]

## La Santa Sede
- Titolo originale: The Holy See
- Diretto da: Christian Duguay
- Scritto da: Guy Burt

### Trama
Savonarola riferisce a Lorenzo che Riario vuole influenzare il risultato dell'elezione del nuovo Papa, corrompendo i cardinali. A Roma, Lorenzo, Clarice e Carlo lavorano per far eleggere il cardinale Giovanni Battista Cybo come nuovo Papa, un uomo più predisposto ad essere consigliato dai Medici e dotato di maggior credibilità, nonostante i favoriti siano Nardini e Raffaele Riario. Girolamo, nel frattempo, lavora per far eleggere suo cugino e, in cambio di ciò, chiede il comando dell'armata pontificia, mentre sua moglie cerca di intimorire Clarice, la quale si sta incontrando con diversi cardinali al fine di portarli dalla parte dei Medici. Intanto, a Firenze, Bruno Bernardi mette sotto controllo Savonarola, perché le sue predicazioni stanno diventando troppo popolari.
Latino Orsini tradisce sua nipote Clarice, appoggiando l'elezione di Riario a Papa; la donna, delusa, va via dalla sua festa e, per strada, viene rapita dagli uomini di Caterina: la Sforza le fa capire di volersi liberare del marito e le consegna un diario dove ha annotato i segreti inconfessabili dei cardinali, colpevoli di ogni sorta di misfatto (amanti segrete, figli illegittimi relegati in campagna, fondi rubati...). Clarice viene poi liberata, consegna il diario a Lorenzo e gli racconta anche che Lucrezia ha colmato i debiti della banca attingendo in parte a fondi cittadini, tra cui ve ne sono alcuni destinati persino a Cybo, per vincere l'elezione a nuovo Pontefice. I Medici hanno quindi la meglio, dato che Cybo esce vincitore dal conclave ed assume il nome di Papa Innocenzo VIII.
Girolamo è furioso con sua moglie Caterina, poiché non ha operato correttamente per far eleggere un papa favorevole a lui, e, dato che ora si ritrova senza appoggi politici in città, cerca di fuggire via da Roma; ma, appena egli esce all'esterno di Castel Sant'Angelo, viene inseguito e poi ucciso insieme al suo braccio destro Ricci: la vendetta di Lorenzo e Giulio finalmente è compiuta. Dopo l'elezione del Pontefice, la prima richiesta fatta da Lorenzo al Papa è quella di regolare il conto papale amministrato dalla sua banca (ripagando i debiti), ma Sua Santità lo lascia di stucco, rispondendo che l'armata pontificia deve essere pagata e che Roma ha bisogno della realizzazione di diverse opere, visti i debiti lasciati dal suo predecessore, suggerendogli perciò di attingere dai forzieri d'oro di Firenze.
- Guest star: Neri Marcorè (Papa Innocenzo VIII), Rose Williams (Caterina Sforza), Vincenzo Crea (Niccolò Machiavelli), Gualtiero Burzi (Fra Quintino), Loris De Luna (cardinale Raffaele Riario), Raniero Monaco di Lapio (Vanni), David Brooks (Ricci), Bruce McGuire (cardinale Latino Orsini), Elia Schilton (cardinale Bianco), Jacob Dudman (Giulio de' Medici), William Oliver Franklyn-Miller (Giovanni de' Medici), Louis Partridge (Piero de' Medici), Grace O'Leary (Maddalena de' Medici).
- Ascolti Italia: telespettatori 3 819 000 – share 17.50%[4]

## Un uomo senza importanza
- Titolo originale: A Man of No Importance
- Diretto da: Christian Duguay
- Scritto da: Charlotte Wolf

### Trama
Clarice, con grande fatica, sta provando a mettere a posto i conti bancari, mentre Piero vorrebbe iniziare a lavorare per la banca di famiglia. Savonarola continua a tenere i suoi sermoni e, alla folla, dice che il nuovo Papa Innocenzo VIII ha comprato la carica con l'oro e non con le preghiere. Ardinghelli, insieme a Spinelli, tenta senza successo di portare il Priore Girolamo Savonarola dalla sua parte, al fine di usare la sua popolarità contro Lorenzo e, poi, in Consiglio fa richiesta urgente di un catasto, per stimare i fondi cittadini con l'obiettivo di stanare i Medici circa un eventuale utilizzo improrio di tali ricchezze. Clarice racconta a Lorenzo che Lucrezia aveva istituito una seconda serie di registri: rubava denaro dal Monte delle Doti e creava false entrate, nascondendo le prove del denaro preso dal fondo cittadino. Tommaso si occupa di redigere il catasto con l'aiuto del giovane Piero de' Medici; senza il denaro del Papa, i crediti dei Medici non saranno sufficienti a coprire gli ammanchi. Frattanto, Savonarola tranquillizza Lorenzo, affermando che non intende farsi trascinare da Ardinghelli.
Bruno Bernardi dice a Lorenzo che suo fratello Guido Battista (pertanto il vero nome del consigliere di Lorenzo è Bruno Battista) è il gonfaloniere di Sarzana, città che potrebbe estinguere un debito da 100 000 fiorini con i Medici; Bernardi incontra il fratello, il quale però si rifiuta di restituire il denaro, forte dell'appoggio del nuovo Papa che è anch'egli ligure e che, a Carlo, confida di sentirsi sfidato da Lorenzo. Dopo tanto tempo, Lorenzo incontra a cena gli amici Angelo Poliziano, Sandro Botticelli e Leonardo da Vinci ed offre al pittore fiorentino un posto nei giardini di palazzo Medici a Firenze per tenere la sua accademia artistica. Lorenzo si reca poi a Milano per rafforzare, in chiave anti-francese, l'alleanza con il giovane Gian Galeazzo Maria Sforza, figlio di Galeazzo e fratellastro di Caterina, nonché nipote di Ippolita e del reggente Ludovico il Moro, convincendo ìnoltre Sarzana ad unirsi a loro; Ludovico gli mostra una catapulta di Leonardo da Vinci, la nuova arma da guerra progettata dall'inventore rinascimentale e che deve essere perfezionata per poter essere usata. Botticelli si sfoga con Savonarola, dicendo che lui dipinge per sé stesso e non per Lorenzo ed anche Leonardo sembra infastidito dal fatto che il Medici sia interessato alle sue invenzioni. Tommaso Peruzzi scopre gli ammanchi di denaro dal Monte delle Doti e dice a Lorenzo di sospettare che il colpevole sia il consigliere Bernardi.
A Sarzana, nel frattempo, Battista decide di far impiccare suo fratello Bruno Bernardi ed il suo braccio destro Nico – il quale, più avanti, si scoprirà essere Niccolò Machiavelli, e che, in quest'occasione, su richiesta dello stesso Bernardi, ha messo in giro la voce su di una possibile diffusione della peste nella città di Sarzana – ma, appena in tempo, arriva Lorenzo con le sue truppe a fermare l'esecuzione per impiccagione: incontrandosi appena fuori delle mura della città, davanti al rifiuto del gonfaloniere di restituirgli i 100 000 fiorini, il Medici fa usare la catapulta di Leonardo contro la torre della città, abbattendola parzialmente ed intimorendo, così, l'avversario, che si vede infine costretto a saldare il debito. Intanto Tommaso Peruzzi, visionando i registri della banca dei Medici, scopre le irregolarità e, per questo motivo, strappa le pagine incriminate e va a parlarne con il Savonarola; Bernardi, già consultatosi con Lorenzo, raggiunge Tommaso a casa sua e, quando sente che il ragazzo ha convocato Ardinghelli e vuole rendere tutto pubblico, lo spinge giù dalla finestra, uccidendolo.
Clarice racconta a Lorenzo che anche il Papa si è deciso ad estinguere il debito con la banca medicea, a condizione che Firenze rinunci a qualsiasi intervento presso Sarzana. La situazione sembra essersi ristabilita, ma Bernardi accorre per dare la notizia dell'avvenuta “tragedia”.
- Guest star: Neri Marcorè (Papa Innocenzo VIII), Giorgio Marchesi (Giacomo Spinelli), Pietro Ragusa (Nicolò Ardinghelli), Jacopo Olmo Antinori (Bastiano Soderini), Vincenzo Crea (Niccolò Machiavelli), David Brandon (Cesare Petrucci), Mattia Sbragia (padre di Bernardi), Jack Bannon (Angelo Poliziano), Stephen Hagan (Leonardo da Vinci), Gualtiero Burzi (Fra Quintino), Emmett Scanlan (Guido Battista), Raniero Monaco di Lapio (Vanni), Lidia Vitale (Anna, mendicante), Francesco Gheghi, (Gian Galeazzo Maria Sforza), Daniele Pecci (Ludovico il Moro), Louis Partridge (Piero de' Medici), Grace O'Leary (Maddalena de' Medici).
- Ascolti Italia: telespettatori 3 819 000 – share 17.50%[4]

## Anime perdute
- Titolo originale: Lost Souls
- Diretto da: Christian Duguay
- Scritto da: Debbie Oates e Ian Kershaw

### Trama
Savonarola, durante uno dei suoi sermoni, fa intendere che Peruzzi è stato ucciso e suggerisce alla folla sconvolta di aprire gli occhi. Di notte, nel Convento di San Marco, le statue di Michelangelo Buonarroti ed altri artisti vengono distrutte da alcuni vandali; la mattina seguente, Lorenzo ha modo di conoscere Michelangelo, mentre Botticelli, poco dopo, gli dice che non accetta la sua richiesta di insegnare nei giardini del suo palazzo, viste le ultime vicende. Lorenzo, discutendo con Bernardi circa gli effetti sul popolo delle prediche di Savonarola riguardo alla morte del Peruzzi, su suggerimento dello stesso Bernardi, pagherà 100 fiorini d'oro a chiunque sia in grado di dar notizie a riguardo della morte del Peruzzi: la mendicante Anna racconta di aver visto cadere degli occhiali da vista all'assassino, mentre costui usciva incappucciato dal palazzo, ma il Medici non vuole ascoltarla e la liquida frettolosamente, dandole il denaro promesso in premio. Carlo, su richiesta di Lorenzo, parla con il Papa affinché Giovanni de' Medici diventi cardinale, sebbene abbia solo 14 anni, ma Sua Santità si oppone a ciò, vista e considerata la troppo giovane età.
Palazzo Medici viene poi attaccato da vandali, probabilmente dei seguaci di Savonarola, e Lorenzo, per salvarsi dall'incendio appiccato dai delinquenti, si cala dalla finestra e cade, facendosi male; subito medicato, egli confessa a Clarice di essere gravemente malato. Il Consiglio dei Dieci chiede poi a Girolamo Savonarola di desistere dalla sua opera di sobillatore del popolo e di smettere di fomentare ulteriori disordini in città, mentre il Priore Savonarola, per tutta risposta, dice che farà ciò che la sua coscienza e Dio gli diranno, auspicando che chi ha ucciso Peruzzi venga giudicato. La salute di Lorenzo comincia lentamente ed inesorabilmente a declinare, anche a causa della piaga ereditaria della famiglia, la gotta, una grave malattia del metabolismo, caratterizzata da attacchi ricorrenti di artrite e che già aveva colpito suo padre; dice a Clarice che lei sarà a capo della famiglia, in attesa che Piero sia pronto.
Poco dopo, Il giovane Piero suggerisce a Savonarola di calmare i più agitati elementi della sua congregazione, facendo intendere che presto sarà a capo della famiglia. Lorenzo combina la futura unione tra sua figlia Maddalena e Franceschetto, il figlio del Papa, in cambio della nomina di Giovanni a cardinale; Clarice, quando verrà a scoprire la cosa, ne sarà molto contrariata e litigherà con Lorenzo. Successivamente, il Medici si vede costretto a rilasciare i sospettati dell'agguato al suo palazzo, per via dei disordini nati fuori dal carcere del Bargello. Durante una celebrazione, la mendicante Anna chiede perdono e consegna il denaro di Lorenzo al Savonarola; Clarice assiste alla scena e ha un malore. Soccorsa da Lucrezia Donati, la donna muore nel letto di casa all'arrivo di Lorenzo.
- Guest star: Neri Marcorè (Papa Innocenzo VIII), Pietro Ragusa (Nicolò Ardinghelli), Jacopo Olmo Antinori (Bastiano Soderini), David Brandon (Cesare Petrucci), Gualtiero Burzi (Fra Quintino), Vincenzo Crea (Niccolò Machiavelli), Raniero Monaco di Lapio (Vanni), Jacob Dudman (Giulio de' Medici), William Oliver Franklyn-Miller (Giovanni de' Medici), Louis Partridge (Piero de' Medici), Grace O'Leary (Maddalena de' Medici), Nicolò Galasso (Franceschetto Cybo), Ettore Bernabei (Michelangelo Buonarroti).
- Ascolti Italia: telespettatori 3 411 000 – share 15.70%[5]

## Il destino della città
- Titolo originale: The Fate of the City
- Diretto da: Christian Duguay
- Scritto da: James Dormer

### Trama
Il funerale di Clarice viene celebrato nella più assoluta indifferenza della città e, in pratica, alla presenza dei soli famigliari (compresa Bianca de' Medici, rientrata per l'occasione) e di Lucrezia Donati, mentre Botticelli, ormai in aperto contrasto con Lorenzo, si ferma sulla porta. All'uscita dalla cerimonia funebre, il Medici, sorretto dalla sorella, inciampa e, subito dopo, Savonarola ne approfitta per annunciare al popolo la sua imminente morte, chiedendo che i Dieci vengano rimpiazzati con un Consiglio Generale del Popolo prima del suo sermone della domenica; il Priore riferisce a Lorenzo che non può fermare il popolo, dato che sa della sua malattia e gli consiglia di pensare alla sua anima prima che sia troppo tardi. Lorenzo, su pressione di Bruno Bernardi, decide di far eliminare Savonarola prima del sermone e, dopo qualche perplessità, sembra avere l'appoggio anche di sua sorella Bianca e di suo figlio Piero. 

Venerdì. Cinque miglia fuori dalla città, Lorenzo, per portare a termine il compito, assolda il mercenario Guiscardi, colui che lo aveva tradito con Riario; però, fuori dalla locanda, Piero attacca verbalmente il padre per aver acconsentito all'uccisione di Tommaso Peruzzi e per aver pianificato l'assassinio di Savonarola. Nel frattempo, Bastiano Soderini, membro dei Dieci, rassicura Bianca sull'appoggio del Consiglio a Lorenzo, anche dopo l'eventuale uccisione di Savonarola. Bernardi, intanto, prepara l'agguato con i suoi uomini. 

Sabato. Piero riferisce a suo cugino Giulio che fermerà il padre. Bianca, parlando a Bernardi, dice che non crede che suo fratello avrebbe preso quella strada senza essere stato consigliato da lui; il messere assicura che, quando sarà il momento, saprà ben consigliare anche Piero. Michelangelo Buonarroti, intanto, sta lavorando alla Battaglia dei centauri per conto di Lorenzo. 

Domenica. Guiscardi si accorda con Bernardi, ma il primo tentativo di agguato va a vuoto per uno scambio di persona e, così, Savonarola arriva sino alla Loggia. Lorenzo intuisce come egli sia stato avvertito da Piero e, per questo, redarguisce il figlio; Giulio avverte lo zio che compiere questo omicidio sarebbe come colpire Dio, ma Lorenzo non vuole ripensarci e, con la famiglia, va al sermone. In piazza, Lorenzo si redime ascoltando il discorso tenuto da Savonarola di fronte alla folla e, in extremis, sventa l'agguato di un soldato ed anche la pugnalata di Bernardi, che viene poi preso a calci dalla gente comune presente alla predicazione, mentre i soldati di Guiscardi ed i Medici si dileguano rapidamente dalla scena. 

8 aprile 1492. A Firenze regna ora il caos: il Consiglio dei Dieci viene sciolto con una propria delibera, Bernardi è stato impiccato in piazza per aver tentato di assassinare Savonarola e, inoltre, le statue nei giardini del Convento di San Marco vengono distrutte davanti ad un incredulo Michelangelo. Lorenzo – giacente a letto, dopo che il suo stato di salute è improvvisamente peggiorato – fa venire Savonarola a palazzo per chiedere perdono a Dio prima di morire e per farsi somministrare l'estrema unzione; il domenicano gli rinfaccia di aver diffuso la corruzione come la peste e dice che il Signore gli ha ordinato di distruggere ogni cosa, in un furore iconoclasta, in modo che nessuno si ricordi dei suoi giardini né dei nomi di tutti gli artisti, le cui opere diverranno polvere. Lorenzo ribatte dicendo che ciò che è successo a Firenze non potrà mai essere cancellato. Fuori dalla stanza, Piero affronta il frate dicendo che la città può essere sua oggi, ma che non dimenticherà mai i Medici. Al momento del trapasso, Lorenzo, dopo aver detto addio a Botticelli, viene circondato dai famigliari e raccomanda loro di restare sempre uniti. Diverse opere artistiche vengono poi bruciate in piazza e Michelangelo, con in mano la Battaglia dei centauri, si dispera per lo scempio compiuto, mentre Botticelli osserva commosso la sua Nascita di Venere, venendo confortato da Giovanni nel doloroso momento. 

Piero salirà alla guida di Firenze, ma due anni dopo sarà scalzato dal potere e costretto all'esilio. Al contempo, Savonarola continuerà a predicare il suo disprezzo per la visione medicea del futuro di Firenze, distruggendo libri ed opere d'arte, ma, così facendo, si creerà molti nemici, farà aumentare la rabbia del popolo di Firenze ed arriverà, in un primo momento, ad essere scomunicato dal Papa in carica in quel momento e, successivamente, ad essere processato e condannato a morte per eresia, venendo prima impiccato e poi bruciato sul rogo in pubblica piazza, sei anni dopo la morte di Lorenzo. Le ambizioni del Magnifico si realizzeranno quando Giovanni diventerà Papa Leone X, nel 1513. Due anni dopo la morte di quest'ultimo, Giulio diverrà il secondo Papa Medici con il nome di Clemente VII (1523).
- Guest star: Aurora Ruffino (Bianca de' Medici), Pietro Ragusa (Nicolò Ardinghelli), Jacopo Olmo Antinori (Bastiano Soderini), Stephen Hagan (Leonardo da Vinci), Gualtiero Burzi (Fra Quintino), Raniero Monaco di Lapio (Vanni), Jack Bannon (Angelo Poliziano), Marco Palvetti (Guiscardi), Vincenzo Crea (Niccolò Machiavelli), David Brandon (Cesare Petrucci), Daniele Pecci (Ludovico il Moro), Jacob Dudman (Giulio de' Medici), William Oliver Franklyn-Miller (Giovanni de' Medici), Louis Partridge (Piero de' Medici), Grace O'Leary (Maddalena de' Medici), Ettore Bernabei (Michelangelo Buonarroti).
- Ascolti Italia: telespettatori 3 411 000 – share 15.70%[5]